# Taha maori
Taha maori est une expression néo-zélandaise utilisée en anglais et maori. Elle signifie « le côté maori (de la question) » ou « le point de vue maori », en opposition au point de vue pakeha (non-maori). C'est la pratique de suivre les coutumes et traditions maori même au sein d'un mariage mixte Maori-Pakeha, particulièrement depuis les années 1980 et l'émergence d'une culture maori revitalisée et repopularisée. Une personne acceptant leur taha maori voudra souvent vivre en accord avec le tikanga maori.